# Ismaila B. Jammeh
Ismaila B. Jammeh (* im 20. Jahrhundert) ist ein gambischer Politiker.

## Leben
| Parlamentswahl | Stimmen    | Stimmanteil     |
| -------------- | ---------- | --------------- |
| 1973           | einstimmig | ohne Konkurrenz |
| 1977           | 4.532      | 86,49 %         |

Nachdem der gewählte Vertreter des Wahlkreises Eastern Foni, Momodou N. Sanyang (People’s Progressive Party, PPP), verstorben war, wurde im November 1973 im Wahlkreis eine Nachwahl nach den Parlamentswahlen 1972 angesetzt. Einziger Kandidat war Jammeh (PPP); er gewann damit einen Sitz im House of Representatives. Bei den folgenden Parlamentswahlen 1977 verteidigte Jammeh seinen Wahlkreis erfolgreich gegen den Kandidaten der National Convention Party (NCP), Kukoi Samba Sanyang. Jammeh konnte 86,49 % der Stimmen auf sich vereinigen und behielt daher seinen Sitz im House of Representatives. Bei den Parlamentswahlen 1982 trat Jammeh nicht mehr an und trat auch nicht mehr politisch aktiv in Erscheinung.